# 鑷子

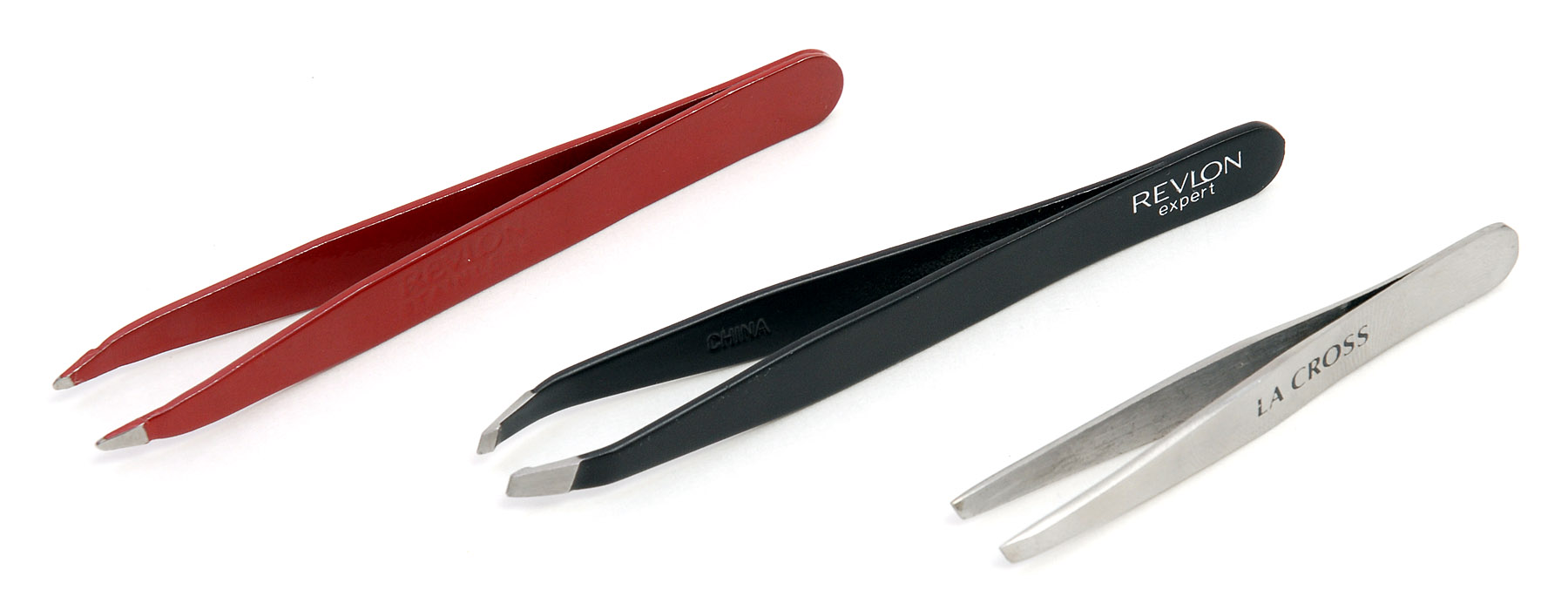
各式各樣的镊子。

鑷子是一種用來夾取微小物品的工具。在化学实验室中，鑷子主要用于夹取块状药品或金属颗粒。镊子也常用于砝码的夹取和邮票的鉴赏。不同於普通的鑷子，用於郵票鑑賞的鑷子上沒有任何齒紋。

## 原理
使用時兩隻手指按著中間的位置，並用鑷子尖端夾起物品，這形成了第三類槓桿，能夠放大手指的位移，並且縮小手指的施力，從而執行精細的操作。當手指停止施力時，材料的彈性會讓鑷子的兩臂自動鬆開，能夠快速釋放物體。回到鬆開的位置。
部分鑷子的尖端會有防滑紋，能夠增加與物體的摩擦力，防止物體滑落。

## 使用注意
- 不可加热
- 不可夹显酸性药品
- 使用后必须保持清潔